# Newcastle, Munster
Newcastle är en ort i republiken Irland.   Den ligger i provinsen Munster, i den centrala delen av landet, 160 km sydväst om huvudstaden Dublin. Newcastle ligger 31 meter över havet och antalet invånare är 328.
Terrängen runt Newcastle är kuperad söderut, men norrut är den platt. Newcastle ligger nere i en dal.Runt Newcastle är det glesbefolkat, med 15 invånare per kvadratkilometer. Närmaste större samhälle är Cluain Meala, 11,7 km nordost om Newcastle. Trakten runt Newcastle består i huvudsak av gräsmarker.